# 33rd Street station (IRT Sixth Avenue Line)
33rd Street fue una estación en la demolida línea IRT Sixth Avenue en Manhattan, Ciudad de Nueva York . Tenía dos vías y dos andenes laterales. Servía a trenes de la línea IRT Sixth Avenue . Abrió el 5 de junio de 1878 y cerró el 4 de diciembre de 1938. La siguiente parada en dirección sur fue la calle 28 y en dirección norte fue 38th Street. Finalmente fue reemplazada por el complejo de estaciones de metro 34th Street-Herald Square, una cuadra al norte.

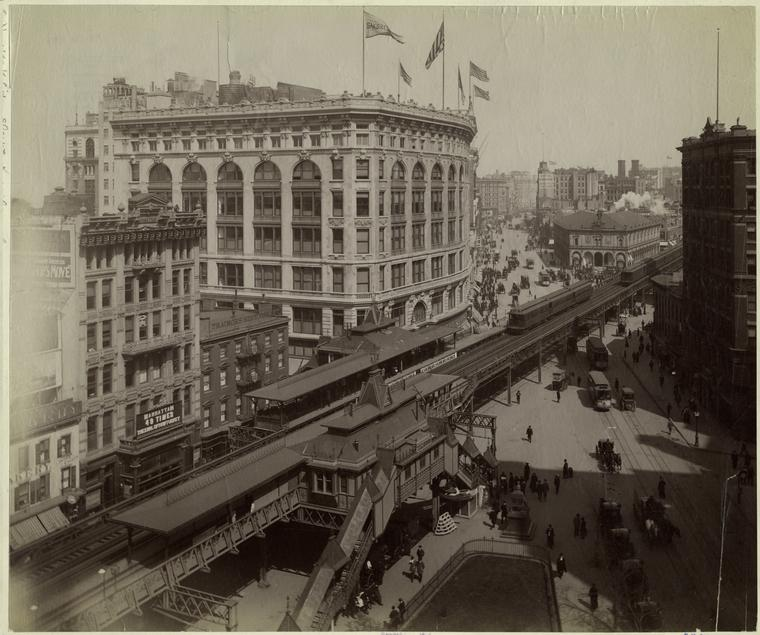
Vista aérea